# Michał Bemben
Michał Bemben (Ruda Śląska, Polonia, 28 de enero de 1976) es un exfutbolista polaco naturalizado alemán que jugaba como lateral derecho.

## Clubes
| Club               | País     | Año       |
| ------------------ | -------- | --------- |
| Hammer SpVg        | Alemania | 1994-1995 |
| VfL Bochum II      | Alemania | 1995-1998 |
| VfL Bochum         | Alemania | 1998-2005 |
| Rot-Weiss Essen    | Alemania | 2005-2007 |
| 1. FC Union Berlin | Alemania | 2007-2010 |
| Górnik Zabrze      | Polonia  | 2010-2013 |
| Wuppertaler SV     | Alemania | 2013-2014 |
| SC Union Bergen    | Alemania | 2014-2015 |
| FC Frohlinde       | Alemania | 2015-?    |

## Palmarés

### Campeonatos nacionales
| Título  | Club               | País     | Año  |
| ------- | ------------------ | -------- | ---- |
| 3. Liga | 1. FC Union Berlin | Alemania | 2009 |